# Xã Grand Plain, Quận Marshall, Minnesota
Xã Grand Plain (tiếng Anh: Grand Plain Township) là một xã thuộc quận Marshall, tiểu bang Minnesota, Hoa Kỳ. Năm 2010, dân số của xã này là 55 người.